# オルタナ (出版社)
株式会社オルタナ (Alterna)は、2006年（平成18年）に設立された日本の出版社である。情報誌 『オルタナ』の発行で知られる。このほか、オルタナS（若者向けウェブメディア）、CSRmonthly（月刊、CSR専門ニュースレター）などを発行している。2012年1月には、コンサルティング事業部門として「オルタナ総研」を設立した。本社・雑誌編集部は2011年以降、東京・目黒区駒場に本拠を置いている。